# Rafa Luz
Rafael Freire Luz (Araçatuba, São Paulo, 11 de febrero de 1992) es un jugador de baloncesto brasileño, con nacionalidad española, que pertenece a la plantilla del Morabanc Andorra de la ACB. Con 1,88 metros de altura, juega en la posición de base.

## Biografía

### Clubes
Rafael Luz es un base hispano-brasileño, hermano de varias jugadoras internacionales por su país, que con apenas 15 años ya era convocado por la selección sub-18 de Brasil.
El 26 de junio de 2009 el jugador se nacionalizó español y en octubre del mismo año, la Federación Brasileña de Baloncesto enviaba el tránsfer necesario para que el jugador pueda actuar como seleccionable tanto en la selección española como en la Liga ACB.
Tras destacar en el inicio de la temporada 2010/11 en las filas del Unicaja Málaga, su protagonismo se fue reduciendo hasta el punto de pasar a ser integrante habitual del equipo vinculado en la LEB Oro, el Clínicas Rincón Axarquía. En marzo de 2011 se confirma su cesión hasta final de temporada al CB Granada, club con el que finaliza la temporada con unos números de 4.8 puntos, 1.3 rebotes y 3.1 asistencias por choque.
En agosto de 2011 el Lucentum Alicante y el Unicaja llegan a un acuerdo para que el jugador se marche nuevamente cedido al club levantino por una temporada. En Alicante Freire firmó unos números de 5,6 puntos, 1,8 rebotes y 1,7 asistencias por partido.
En agosto de 2012 finalizada su cesión en el Lucentum Alicante, el jugador pasa a pertenecer al Obradoiro CAB con un contrato en vigor de un año de duración.
En 2015, el jugador de la selección brasileña firma por una temporada con el Flamengo Basquete poniendo fin a una etapa de ocho años en España. Luz, que anunció su marcha de Santiago de Compostela a finales de junio, comenzó las negociaciones con el Flamengo una vez llegó al Brasil después de ganar el oro de los Juegos Panamericanos.
Tras una temporada en Brasil, en julio de 2016 firma un contrato de dos años con el Saski Baskonia de los cuales solo cumple uno.
El 19 de julio de 2018 se hace oficial su fichaje por el Morabanc Andorra. En la temporada 2018-2019 promedió 5,4 puntos, 2,5 asistencias y 6,9 de valoración con MoraBanc Andorra, equipo que llegó a semifinales de Eurocup.
En julio de 2019, firma por UCAM Murcia de la Liga ACB.
Tras desvincularse de UCAM Murcia, firma por el BC Nevėžis de la Lietuvos Krepšinio Lyga, en el que promedia 8.9 puntos, 4.3 asistencias y 3.3 rebotes.
El 14 de julio de 2021, firma por el  Bilbao Basket de la Liga Endesa.
El 5 de julio de 2022, firma por el Morabanc Andorra de la Liga LEB Oro.

### Selección nacional
El jugador ha llegado a ser internacional absoluto por Brasil, disputando entre otros el FIBA Américas de 2011 en el que se hizo con una medalla de plata para su palmarés, así como el Sudamericano de 2012.
Luego fue bronce en el Campeonato Sudamericano de 2014 y al año siguiente oro en los Juegos Panamericanos de Toronto 2015.
En septiembre de 2022 disputó con el combinado absoluto brasileño el FIBA AmeriCup de 2022, ganando la plata al perder ante el combinado argentino en la final.